# Норт Американ F-100 Супер Сейбър
Норт Американ F-100 Супер Сейбър (на английски: North American F-100 Super Sabre) е американски свръхзвуков изтребител – прехващач, произведен от Норт Американ. На въоръжение в USAF между 1954 и 1971 г. В Националната гвардия на САЩ остава на въоръжение до 1979 г.

## История
През януари 1951 г. Норт Американ печели поръчка от USAF за построяването на високоскоростен изтребител със стреловидност на крилото 45°. Окончателния вариант на машината е утвърден от американските военни на 30 ноември 1951 г. През август 1952 г. е направена първата поръчка за 250 самолета.

## Дизайн
Еднодвигателен изтребител – прехващач със стреловидно крило и с възможности за нанасяне на удари по земни цели. Първият полет на прототипа е проведен на 25 май 1953 г.

## Експлоатация
F-100 Супер Сейбър започва да постъпва на въоръжение в USAF през зимата на 1953 – 1954 г. Първото боеготово съединение е 479 – то авиокрило от военновъздушната база Джордж, Калифорния. Авиокрилото достига боеготовност на 27 септември 1954 г. Самолетът остава на въоръжение в USAF до 31 юли 1971 г., когато е проведена и последната бойна мисия с негово участие. В Националната гвардия на САЩ машината е на въоръжение до края на 1979 г., а във ВВС на Турция остава и след 1982 г. Общия брой произведени машини за този период е 2294.

## Бойно използване
Норт Американ F-100 Супер Сейбър е основен самолет във ВВС на САЩ. На въоръжение е и в други страни, което определя широкото му бойно използване. Участието на машината в бойни действия е представено в хронологичен ред.

### Виетнам
На 16 април 1961 г. шест F-100 Супер Сейбър излитат от авиобазата Кларк, Филипини за действия в Югоизточна Азия.
На 18 август 1964 г. е свалена (със зенитно оръдие) първата машина пилотирана от старши лейтенант Колин А. Кларк от състава на 428-о тактическо авиокрило.
На 4 април 1965 г. над моста Тан-хоа е проведен първият въздушен бой във войната между F-100, пилотиран от капитан Доналд У. Килгъс и северновиетнамски МиГ-17. След първоначален артилерийски двубой, виетнамският самолет е свален с ракета въздух – въздух AIM-9 Sidewinder. Това е първата въздушна победа на USAF във войната. В първите етапи на бойните действия изтребителят се представя в близките въздушни боеве много по-добре от далеч по-високо технологичния F-4 Фантом. Причините са в по-добрата маневреност на Супер Сейбъра и наличието на оръдейно въоръжение. По време на конфликта F-100 демонстрира многоцелевост. Възможностите за нанасяне на удари по наземни цели се оказват по-големи от първоначално предвидените.
Генерал Джордж С. Браун от USAF, командващ 7-а въздушна армия по време на войната заявява пред Конгреса на САЩ през 1973 г., че Норт Американ F-100 Супер Сейбър е най-добрия американски самолет участвал във военните действия. След включването на Националната гвардия (въоръжена със същата машина) в конфликта, фактите са повече от красноречиви: F-100 извършват само от месец май 1968 до месец април 1969 г. повече от 24 000 бойни полета с продължителност около 38 000 часа. Средно на ден са осъществявани по 24 бойни мисии. При това са загубени 14 самолета и са убити 7 пилоти. Машините са свалени от зенитния огън на противника и няма нито един загубен самолет при въздушни боеве (в същото време високотехнологичния F-4 търпи загуби в близък въздушен бой от по – маневрените МиГ-17 и МиГ-21). Общо по време на военните действия са загубени 242 самолета за 10 години.

### Алжир
Френските ВВС използват активно Супер Сейбър в конфликта в Алжир. Френските самолети излитат от Реймс и нанасят удари на територията на Алжир. Обикновено действат съвместно с изтребител-бомбардировачите Ягуар.

### Кипър
Турските ВВС използват активно самолета при инвазията в Кипър през 1974 г. Съвместно с F-104G Starfighter те поддържат дебаркиралите турски дивизии и нанасят удари по наземни цели в околностите на Никозия.

## Варианти
Норт Американ F-100 Супер Сейбър има 18 варианта, основно по експортните модификации. По-известните от тях са:
1. RF-100A – през 1958 г. е доставен за ВВС на Тайван.
2. F-100D – най-разпространената версия, с подобрена авионика и допълнителни резервоари. Произведени са 1274 такива машини.
3. NF-100F – носител на тактическо ядрено оръжие.
4. TF-100F – експортен вариант за ВВС на Дания.
5. F-100S – за френските ВВС. Самолетът е снабден с двуконтурен турбореактивен двигател Ролс-Ройс.

## Въоръжение

### Оръдия
- 4 х 20 mm (0,787 in) „Pontiac M39A1“ – револверни установки.

### Ракети
- Неуправляеми реактивни снаряди (НУРС) – 4 контейнера;
- Управляеми реактивни снаряди (УРС) „въздух-въздух“ AIM-9 Сайдуиндър – 4 броя;
- Управляеми реактивни снаряди (УРС) „въздух-земя (повърхност)“ AGM-12 Bullpup – 2 броя;

### Бомби
- Конвенционални с общо тегло до 3190 kg. или
- Ядрени боеприпаси: 1 x (Мк7, Мк28, Мк38 или Мк43).

### Други
- Напалм – до два контейнера на подкрилни пилони.

## Авионика
1. Minneapolis-Honeywell MB-3 автопилот;
2. AN/AJB-1B система за бомбомятане от малка височина;
3. AN/APR-26 радар.

## Триизмерен изглед
Класическа схема на изтребител – прехващач от началото на 50 – те години на 20 век: монокок със стреловидно крило на 45° и един ТРД разположен по надлъжната ос на машината. Прави впечатление отличното остъкление на кокпита, което осигуява на пилота видимост на около 270°.

## Оператори
- Тайван: Тайван получава само модела F-100A в модификация RF-100A. Първите машини са доставени през октомври 1958 г. През 1959 г. са доставени 15, а през 1960 – 65 машини. През 60 – те години са доставяни и самолети втора ръка от участвалите в бойните действия във Виетнам. Най-вероятно става въпрос за 38 машини.
- Дания: Дания получава 72 самолета между 1959 и 1974 г. Остават на въоръжение до 1982 г. 23 машини са продадени на Турция.
- Франция: Френските ВВС получават 100 самолета F-100 Super Sabre. Първите единици са доставени във Франция на 1 май 1958 г. Всички самолети са зачислени към 4-та тактическа бойна група на НАТО, базирана в Западна Германия. При участието си в Алжирския конфликт част от самолетите са пребазирани в Реймс, Франция. През 1967 г. Франция напуска НАТО и самолетите са върнати на USAF.
- Турция: Турция оперира с 206 F-100C, D и F модификации.
- САЩ: USAF и Националната гвардия.